# 籾糠山
籾糠山（もみぬかやま）は、岐阜県飛騨市と大野郡白川村にまたがる飛騨高地の標高1,744 mの山。

## 概要
1998年（平成10年）4月1日に、周辺の山域は岐阜県により天生県立自然公園に指定された。ぎふ百山のひとつである 。国道360号の天生峠から山頂へは中部北陸自然歩道のモデルコースである「天生湿原とブナ原生林のみち」のルートとなっており、登山道（遊歩道）が整備されている。ブナやオオシラビソなどの原生林や高層湿原（天生湿原、木平湿原、ミズバショウの群生地）を通るコースがある。ブナ、カツラ、サワグルミなどの原生林にはツキノワグマなどが生息する。山頂は鋭く尖った円錐形の小ピークで。、狭い山頂には三等三角点（点名が「籾糠山」）が設置されている。山頂から南南東に御嶽山、東に飛騨山脈、北に飛騨北部の山並みを望むことができるが、白山は猿ヶ馬場山に隠れて見えない。神通川水系小鳥川の支流である金山谷の源流の山である。この金山谷では江戸時代初期から天生金山が開かれ、昭和初期まで金、銀、銅、亜鉛などが採掘されていた。

## 山名の由来
飛騨の匠（左甚五郎、鳥仏師の鞍作鳥など）が天生峠近くの山中で木の人形を作り、稲作を行わさせた時に精米した籾と糠が風で飛んで積み重なって山となった伝説に由来する。その後に木の人形が埋葬された山が、北側にある人形山であると伝えられている。
平成の世に入って、籾糠山を貫く形で東海北陸自動車道の飛驒トンネルが掘削されることとなったが、いみじくも「籾糠」という文字が暗示していたかのように、不良地山の続く難工事となった。

## 天生湿原
山頂の北東2 kmに雨水だけを水源とする高層湿原の天生湿原（あもうしつげん）がある。『天生の高層湿原植物群落』が、1967年（昭和42年）11月13日に岐阜県の天然記念物に指定された。湿原の周囲には木道による遊歩道が整備されていて、湿原中央部には匠屋敷跡の島地がある。天生湿原周辺では、以下の植物などが見られる。天生湿原の南西近くなどにもミズバショウの群生地がある。インタープリターによる自然解説ガイドが行われている。
- キヌガサソウ
- サンカヨウ
- ニッコウキスゲ - 7月頃に開花する。
- ヒメシャクナゲ - 日本の西南限自生地。
- ホロムイソウ - 北方性植物であり、日本の南限自生地。
- ミズバショウ - 雪解けした5月後半頃から開花する。
- モウセンゴケ
- リュウキンカ - 雪解けした5月後半頃から開花する。
- ワタスゲ

|                    |                            |                            |                  |
| 天生湿原のワタスゲ | ヒメシャクナゲ・日本の南限 | ホロムイソウ・日本の西南限 | 周辺のブナの巨木 |

## 地理

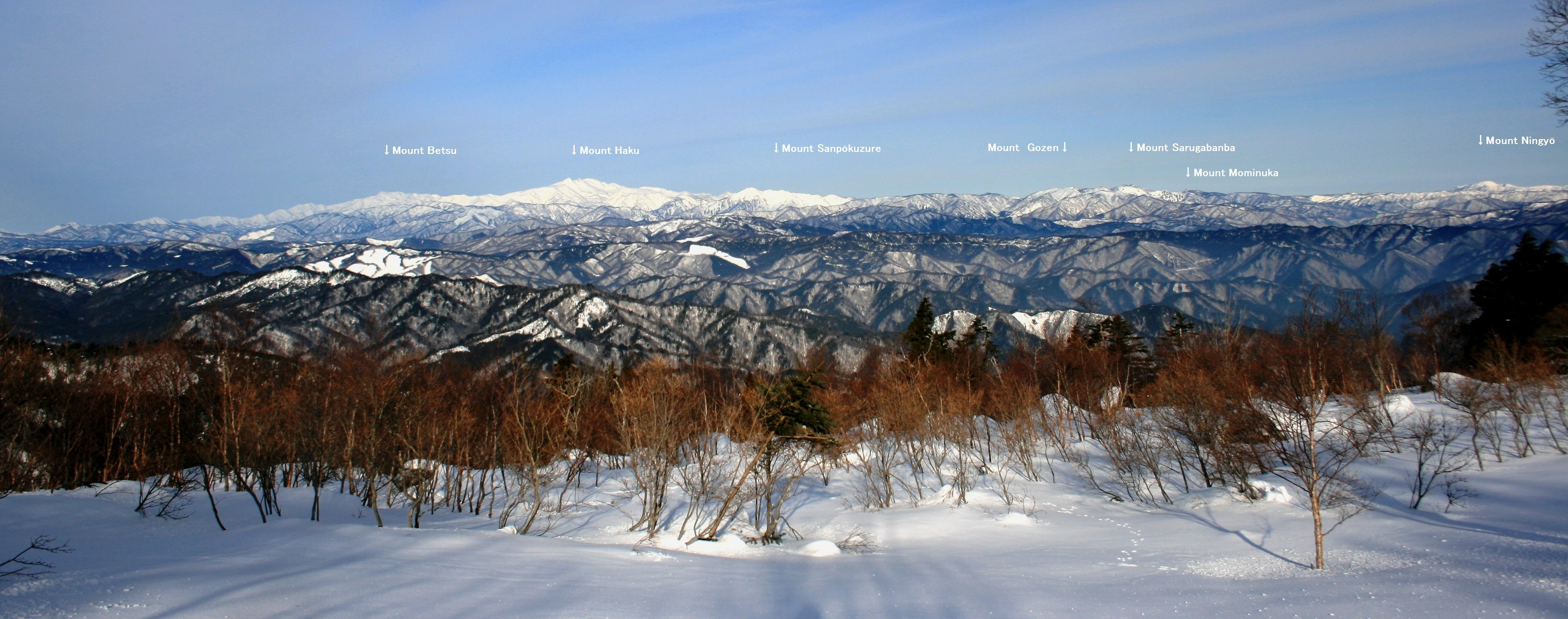
東の位山から望む両白山地（左側最奥）と手前の飛騨高地の周辺の山

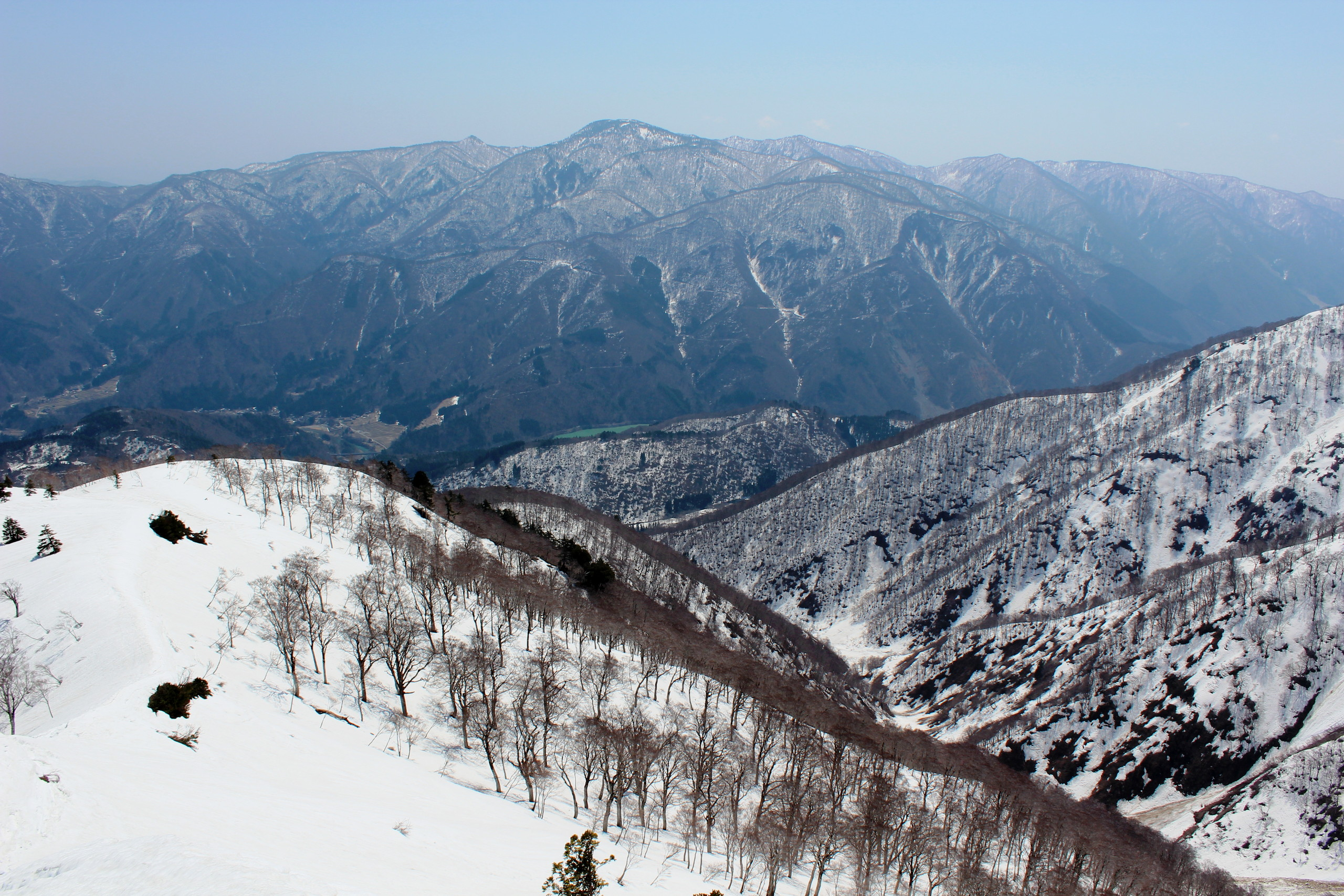
西の三方岩岳から望む籾糠山（左）と猿ヶ馬場山（右）

飛騨高地の主稜線上にあり、国道360号の天生峠（標高1,289 m）の南南西2.7 kmに位置する。天生峠は、映画化された『高野聖』（泉鏡花原作）の怪奇小説で知られるようになった。山頂の北西5 kmの麓には、白川郷の萩町集落がある。

### 周辺の山
庄川を挟んで両白山地の東側に対峙する飛騨高地の主稜線上にあり、国道360号の天生峠（標高1,289 m）の南南西2.7 kmに位置する。
| 山容 | 山名            | 標高 (m) | 三角点等級 基準点名 | 籾糠山からの 方角と距離(km) | 備考                        |
| ---- | --------------- | -------- | ------------------- | --------------------------- | --------------------------- |
|      | 人形山          | 1,726    |                     | 北 12.8                     | 日本三百名山                |
|      | 籾糠山          | 1,744.34 | 三等 「籾糠山」     | 0                           | ぎふ百山 天生湿原           |
|      | 猿ヶ馬場山      | 1,875    | （三等） 1,827.42m  | 南西 1.3                    | 飛騨高地の最高峰            |
|      | 御前岳          | 1,816.48 | 一等 「御前岳」     | 南 4.1                      | 一等三角点百名山            |
|      | 白山 （御前峰） | 2,702.17 | 一等 「白山」       | 西南西 18.6                 | 両白山地の最高峰 日本百名山 |

### 源流の河川

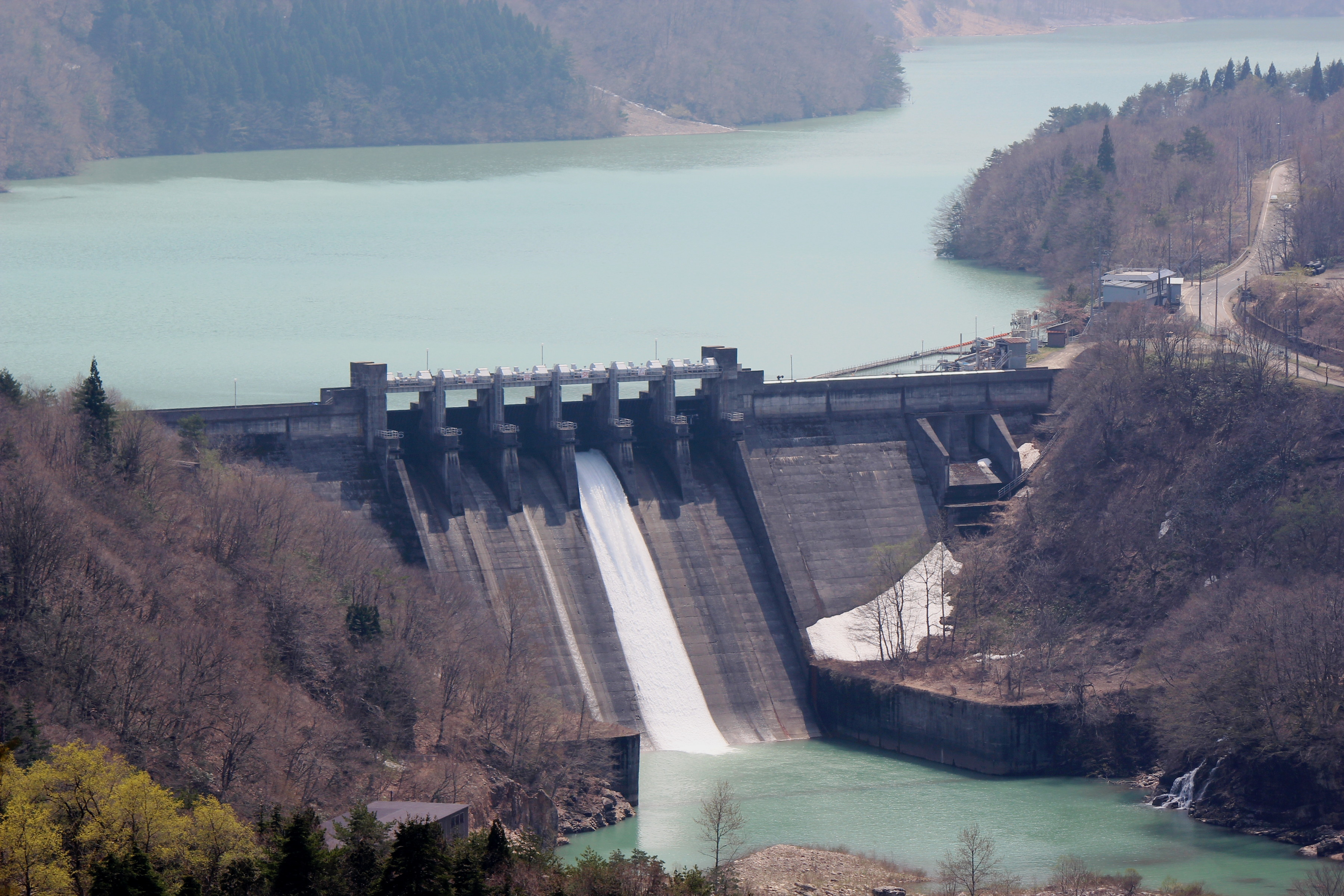
鳩谷ダム

以下が源流となる河川で、日本海側の富山湾へ流れる。
- 木滝谷、大瀬戸谷 - 庄川の支流、山頂の西北西5.6 kmには関西電力の鳩谷ダムがある。
- 金山谷、月ヶ瀬谷、栗ヶ谷川 - 神通川水系宮川の支流、山頂の東北東6.6 kmには関西電力の下小鳥ダムがある。

### 交通・アクセス
山頂直下を東海北陸自動車道の飛驒トンネルが貫いている。北側の山腹を横断し、大野郡白川村と飛騨市河合町を結ぶ国道360号が通り、周辺は豪雪地帯のため積雪期は閉鎖される。
- JR東海高山本線の猪谷駅の西南西16.1 kmに位置する。
- 東海北陸自動車道の白川郷インターチェンジの東南東5.8 kmに位置する。

## 籾糠山周辺の風景
|                   |                        |          |                            |
| 国道360号の天生峠 | ワタスゲが咲く天生湿原 | 木平湿原 | 籾糠山からの槍ヶ岳と穂高岳 |